# Ложный вызов
Ложный вызов, ложная тревога — обман или ошибочное сообщение о чрезвычайной ситуации, в результате чего возникает ненужная паника и / или вызов аварийных служб (например скорой медицинской помощи, полиции) к месту, где они не нужны. Ложные вызовы могут возникать также в результате срабатывания сигнализации в жилище, детектора дыма, аварийной сигнализации на предприятии и в теории обнаружения сигнала. Ложные тревоги отвлекают аварийные службы от истинных чрезвычайных ситуаций, которые могли бы в конечном итоге привести к потере жизни. В некоторых случаях, повтор ложных тревог в определенной сфере может привести обитателей к развитию тревоги, усталости и началу игнорирования большинство тревог, зная, что каждая последующая, возможно, снова ложная (данную концепцию можно проследить ещё в басне Эзопа Мальчик, который кричал: «волк!», где много раз мальчик кричал «волк», что впоследствии привело к игнорированию горожанами его криков, когда пришёл настоящий волк).
Наказание за подобные действия существуют во многих странах мира.

## Виды ложных вызовов

### Срабатывание охранной сигнализации в жилище
В Соединенных Штатах от 94 % до 98 % всех активаций охранной сигнализации являются ложными тревогами.

#### Причины и профилактика
Причиной срабатывания охранной сигнализации в жилище может быть неправильная постановка на охрану и снятие с охраны системы, перебои в подаче электроэнергии и слабых аккумуляторах, блуждающие домашние животные и незащищённые двери и окна.
В 2002 году выезды полицейских в США по ложным вызовам обошлись налогоплательщикам 1,8 млрд долларов США. В связи с этим во многих городах в настоящее время требуют разрешения для систем охранной сигнализации, введение в действие проверки протокола реагирования или введения штрафы за чрезмерные ложные вызовы.

### Детекторы дыма
Также часты ложные вызовы ввиду срабатывания детекторов дыма и система пожарной сигнализации здания. Они происходят, когда датчик дыма срабатывает от дыма, который не является результатом опасного пожара: курение сигарет, приготовление пищи при высоких температурах, жжение выпечки, задувание большого количества свеч в день рождения или принимая душ при высоких температурах вблизи детектора дыма — всё это может быть причиной ложных тревог. Кроме того, пар может вызвать срабатывание ионизатора датчика детектора дыма, который слишком чувствителен, что может стать другой потенциальной причиной ложных тревог.
Самые распространённые причины ложного срабатывания пожарной сигнализации являются:
- низкое качество проектирования и монтажа;
- неквалифицированное техническое обслуживание;
- запыление точечных дымовых пожарных извещателей и отсутствие эксплуатационного контроля текущей запыленности дымовой камеры извещателя;
- параметры окружающей среды защищаемого помещения;
- наведенные электромагнитные помехи и колебания напряжения в сети[5].

Каждый десятый ложный вызов в России, на который реагирует ФПС МЧС России — это ложное срабатывание пожарной сигнализации.

### Аварийная сигнализация на предприятии
В промышленном управлении аварийными сигналами ложная тревога (ложное срабатывание (устройства) сигнализации) может происходить если у сигнализации небольшое информационное содержание, которое может быть безопасно устранено, или может быть вызвана неисправностью прибора.

### Теория обнаружения сигналов
В теории обнаружения сигнала ложная тревога возникает, когда нецелевое событие превышает критерий обнаружения и определён в качестве мишени (см. Постоянная вероятность ложных тревог).

## Ложный вызов в Российской Федерации
Заведомо ложный вызов специализированных служб или ложный вызов — это заведомо ложный вызов пожарной охраны, полиции, скорой медицинской помощи или иных специализированных служб (согласно ст. 19.13 КоАП РФ).
Человек, совершающий данное правонарушение, во время вызова сообщает факты, не соответствующие действительности.
Сообщение обычно происходит с таксофона по причине бесплатности и конспирации. Злоумышленник делает это, как правило, с целью отвлечения спецслужб от реальных заданий, затруднения работы предприятий или организаций, а в отдельных случаях — просто из хулиганских побуждений.
Преступник нередко пользуется средствами изменения голоса, от жестяной банки и платка до специальных программ и устройств. Применяются подставные SIM-карты для сотовых телефонов, либо телефон просто уничтожается. Также заведомо ложное сообщение может быть сделано и другим путём, например, с помощью СМС, обычного письма, электронной почты, IP-телефонии.
В результате ложного вызова затрудняется работа специализированных служб: машины (бригады) направляются по ложной тревоге, а значит не могут выполнять свои прямые обязанности, и есть вероятность, что на реальные угрозы здоровью и жизни людей, имуществу просто не хватит машин (бригад). Государство несёт существенные финансовые затраты, а эффективность служб помощи и спасения падает.
Вызов, совершенный заявителем под воздействием каких-либо факторов (например, обман), заставляющих верить в указанные им факты, не является ложным (не попадает под данную статью КоАП), поскольку не является «заведомо ложным».
За совершение данного правонарушения наступает административная ответственность при дееспособности и достижении 16-летнего возраста злоумышленником. По ст. 19.13 КоАП РФ заведомо ложный вызов специализированных служб влечёт наложение административного штрафа в размере от одной тысячи до одной тысячи пятисот рублей.

### Скорая медицинская помощь
В терминологии установленной Министерством здравоохранения и социального развития РФ понятие «ложный вызов» охватывается другим понятием — «безрезультатный выезд», то есть случай, когда «больного не оказалось на месте, вызов был ложным (по данному адресу скорую медицинскую помощь не вызывали), не найден адрес, указанный при вызове, пациент оказался практически здоровым и не нуждался в помощи, больной умер до приезда бригады скорой медицинской помощи, больной увезен до прибытия бригады скорой медицинской помощи, больной обслужен врачом поликлиники до прибытия бригады скорой медицинской помощи, больной отказался от помощи (осмотра), вызов отменен».

### Статистика
В 2014 году число ложных вызовов ФПС МЧС России составило 229 460 (1 вызов примерно каждые 2 мин.), затраты на обслуживание ложных вызовов составляют ежегодно более 2 млрд рублей; реагирование службы на ложные вызовы приводит к задержке прибытия на место настоящего пожара, в связи с чем увеличивается ущерб, число погибших и травмированных (1 человек на каждые 10 пожаров).
В 2014 году увеличилось число безрезультатных вызовов скорой медицинской помощи, при этом вызовов, когда помощь не оказана — 2,25 млн. (в 2013 году — 2,1 млн), отказы в вызове скорой — 1,43 млн (в 2013 году — 1,16 млн).

## Примеры
Пример последствий повторяющихся ложных тревог — пожар в Боланд Холле 19 января 2000 года, когда из-за многочисленных ложных пожарных тревог многие студенты начали игнорировать их. Однако, когда вспыхнул пожар, три студента, которые игнорировали пожарные тревоги, умерли и многие другие получили ранения.
Точно так же, после того, как большое количество срабатываний автосигнализации оказываются ложными, большинство людей больше не обращает внимание на них, так что даже некоторые опытные воры признаются, что срабатывание сигнализации не сдержит их от кражи транспортного средства.
В июле 2016 года в Мюнхене во время массового убийства возле ТЦ «Олимпия» в результате массовой паники, вызванной сообщениями в социальных сетях, полиция получила множество вызовов о терактах по всему городу, однако все они оказались ложными. В результате возникшей паники десятки людей получили повреждения разной степени тяжести.